# عرفان باتان
عرفان باتان (بالكجراتية: ઇરફાન પઠાણ)‏؛ من مواليد 27 أكتوبر 1984 في فادودارا، هو شقيق اللاعب يوسف باتان، هو مُدرب ولاعب كريكت هندي سابق شارك في كأس العالم للكريكيت 2007. لعب جميع صيغ اللعبة. وكان عضوا في فريق الهند الذي فاز في موسم كريكت توينتي 20 عام 2007م.

## الخلفية والحياة الشخصية

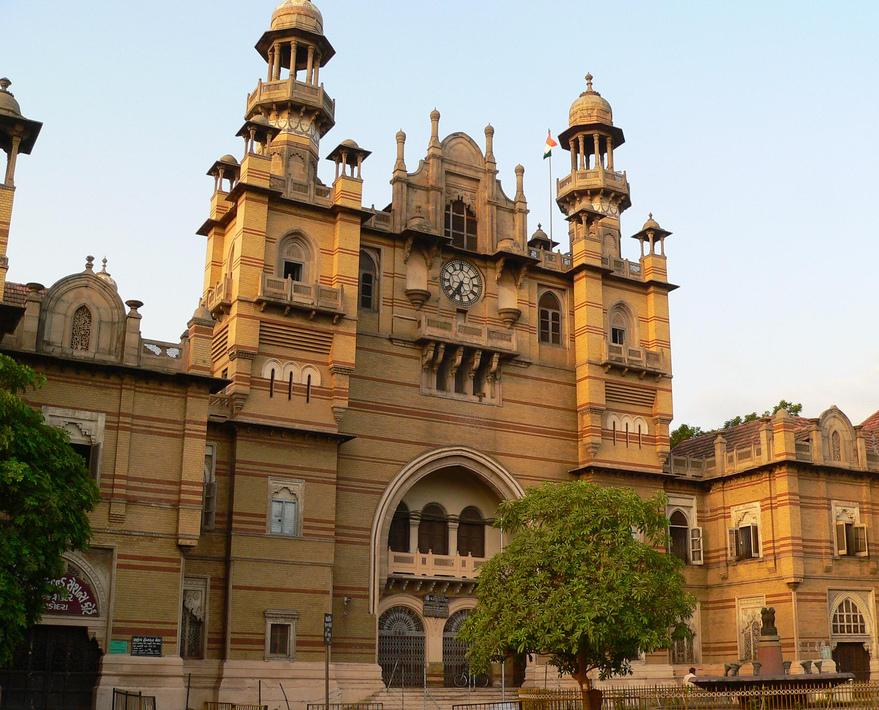
ولد عرفان باتان في مدينة فادودارا بغرب الهند (بارودا السابقة)

ولد باثان في 27 تشرين الأول 1984 في فادودارا، غوجارات في الهند ويعود أصله إلى البشتون (باتان) الذي ينتمي إلى مجتمع باتان في غوجارات. نشأ مع أخيه الأكبر يوسف في مسجد في فادودارا في أسرة فقيرة. كان والده مؤذنا في المسجد. على الرغم من أن والديهم تمنوا أن يصبحوا علماء إسلاميين، إلا أن عرفان وشقيقه اهتمّا بالكريكت. غالبًا ما كانت ألعابهم على أرض الملعب وخارج المسجد تتطلب اعتذارًا من والدهم للمصلين المسلمين الذين يزورونه.

## البداية المبكرة
بتوجيه من الكابتن الهندي السابق داتا جايكواد، اختير باتان في فريق الكريكت تحت سن 14 عامًا في بارودا وعندما تم اختياره في مستوى أقل من 15 عامًا لتمثيل بارودا في بطولة وطنية، تم تقديمه في النهاية مع مجموعة كاملة من معدات الكريكت، بعد أن كان يقتصر من قبل على المعدات المستعملة بسبب الإمكانيات الاقتصادية المحدودة لعائلته.
في ديسمبر 1997 انضم باثان إلى فريق بارودا تحت 16 عاما، ثمّ تم اختيار باتان لفريق الهند تحت سن 15 في منتصف سنة 2000 للعب سلسلة من المباريات ضد بلدان أخرى. شارك في عشر مباريات، بما في ذلك مباراة الهند ضد منتخب تايلاند. فازت الهند بجميع المباريات باستثناء مباراة واحدة ومعظمها بهوامش هائلة.

## المسيرة المهنية
بدأ باتان مسيرته كرامي سريع ومتوسط، دخل المنتخب الوطني بعد فترة قصيرة من بلوغه التاسعة عشرة، وأثار مقارنات مع الباكستاني وسيم أكرم بأدائه الواعد. في أوائل سنة 2006، أصبح باتان الرامي الوحيد الذي حقق ثلاثية في المباراة الأولى (مباراة باكستان في كراتشي) ومع ذلك، لم يستمر على مستواه وبعد بداية عام 2006، بدأ باتان يفقد وتيرته وأخذ بالتراجع عن مستواه.
تم إدراج عرفان باتان، إلى جانب لاعبين مثل فينود كامبلي ولاكسمان سيفاراماكريشنان في قائمة «الأولاد الهنود في الهند» من قبل شاشي ثارور.
عزز باتان موقعه في الفريق وسُمّي من قِبل المجلس الدولي للكريكيت كأفضل لاعب ناشئ لسنة 2004. لعِبَ باتان دورًا أساسيًا في سلسلة الاختبارات الدولية التي استمرت يومًا واحدًا في الهند وفاز بسلسلة الاختبارات في باكستان عام 2004. وصفته وسائل الإعلام بأنه «الصبي ذو العينين الزرقاء» للكريكت الهندي. في أواخر عام 2004 أخذ 18 بوابة ‏ في اختبارين ضد منتخب بنغلادش، ولكن في بداية عام 2005 كان أداؤه سيئًا، مما أدى إلى استبعاد قصير عن فريق يوم واحد دولي ‏.
بعد ذلك مباشرة أصبَحَ الأسترالي غريغ تشابيل، أحد أبرز رجال المضرب في عصره مدربًا للهند (2005) وحَدَّدَ إمكانات باثان الضاربة. قام باتان بتحسين مهاراته في الضرْب وحاول أن يصبح لاعبًا بولينجًا كاملًا، وبدأ الضرب في مناسباتٍ في يوم واحد دولي ‏ وسجل 93 في مباراةِ اختبار (10 كانون الأول 2005، مقابل سريلانكا في دلهي)، وسجل الأهداف بانتظام وكثيراً ما أخذ بوابة ‏ من الدرجة الأولى. صعد إلى المركز الثاني في تصنيفات يوم واحد دولي ‏ الدولية لجميع الدورات، وكان أيضًا في المراكز الخمسة الأولى في تصنيفات الاختبار. ودفع ذلك نقادَه لمقارنته بالهندي السابق كابيل ديف.
عاد باتان إلى لعبة الكريكت الدولية في أيلول 2007 لحضور حفل الافتتاح العالمي «كريكت توينتي»، حيث حصل على ثلاثة نصيبات وكان رجل المباراة عندما فازت الهند على باكستان في النهائي. وقد جعله ذلك يتذكر فريق يوم واحد دولي ‏، حيث كان منتظمًا خلال معظم الـ12 شهرًا التالية قبل أن ينخفض مستواه. في أواخر سنة 2007، تم استدعاؤه أيضًا إلى فريق الاختبار بعد 19 شهرًا ووصل إلى اختباره، لكنه لم يستطع الحفاظ على مكانه في الفريق. لعب باتان اختباره الأخير للهند في نيسان 2008 ضد دولة جنوب إفريقيا.

## الاعتزال والتقاعد
أعلن عرفان اعتزاله جميع أشكال لعبة الكريكت، في 4 يناير 2020.

## أكاديمية باتان للكريكت
تم إطلاق أكاديمية باتان للكريكت بالاشتراك مع عرفان وأخيه يوسف باتان. ربطت الأكاديمية مع مدرب الهند السابق كابيل ديف وكاميرون تراديل كمرشدين رئيسيين. كان شابيل يدرب مدربي الأكاديمية.

## روابط خارجية
- عرفان باتان على موقع إي آس بي آن كريك إنفو (الإنجليزية)